# 呉邦国
呉 邦国（ご ほうこく、簡体字：吴 邦国、繁体字：吳 邦國、英語：Wu Bangguo、ウー・バングォ、1941年7月22日 - 2024年10月8日）は、中華人民共和国の政治家。第8代全国人民代表大会常務委員長、第16期・第17期中国共産党中央政治局常務委員。

## 経歴
1941年7月22日に貴州省平壩県で誕生した、本貫は安徽省肥東県。父の呉忠性（1912年 - 1998年）は軍隊知識分子で中国人民解放軍測総学院（現解放軍信息工程学院）教授であり、母の呉家琪は主婦である。貴州部隊駐屯中に呉邦国が誕生した。全部で6人の子供がおり、呉邦国には兄・弟・3人の妹がいる。
1960年から1967年にかけて清華大学無線電子学科真空トランジスタ学部に学ぶ。1964年4月に中国共産党に入党し、大学卒業後は上海の国有企業である上海電子管第3工場技術員として就職し、昇進を重ねて課長となる。1976年からは同工場の党委員会副書記、革命委員会副主任、副工場長、工場党委員会副書記などを務める。
1978年、上海市電子工業素子副経理。1979年、上海市真空トランジスタ副経理。1981年、上海市儀表通信工業局党委副書記。1983年、上海市党委常務委員、市委科学技術工作党委書記。1985年、上海市党委員会副書記。
1987年10月の第13回共産党大会において、党中央委員会候補委員に選出される。1991年に上海市党委員会書記に選出された。
1992年10月の第14回党大会において党中央委員会委員に昇格すると共に、
同月19日の第14期1中全会において党中央政治局委員に抜擢され、さらに1994年9月の第14期4中全会において党中央書記処書記にも増補された。
1995年3月17日に国務院副総理に任命され、工業を担当した。そして1997年9月19日に第15期1中全会では党中央政治局委員に再選出されたが、党中央書記処書記を外れている。
2002年11月15日に第16期1中全会では党中央政治局常務委員及び党中央政治局委員に選出され、翌2003年3月15日の第10期全国人民代表大会第1回会議において全国人民代表大会常務委員会委員長に選出された。2013年3月に引退し、後任の全人代委員長には張徳江が充てられた。
2024年10月8日に北京で死去。満83歳没。

## 家族
夫人の章瑞珍（1944年 - ）はエンジニアである。以前は上海飛楽有限公司計算機室幹部で、現在は上海飛楽株式会総経理弁公室駐北京連絡処主任兼同株式会社上海董事、上海飛楽音影株式会社董事である。妻とのあいだに長男と長女がいる。